# トク・テムル (スルドス部)
トク・テムル（モンゴル語: Toq temür、至元2年1月3日（1265年1月21日） - 至正4年12月28日（1345年1月31日））は、14世紀前半に大元ウルスに仕えたスルドス部出身の領侯。字は可与。
『元史』には立伝されていないが、『金華黄先生文集』巻35遜都台公墓誌銘にその事蹟が記され、『新元史』には遜都台公墓誌銘を元にした列伝が記されている。「孫都思氏世勲之碑」における漢字表記は脱帖穆耳(tuōtièmùěr)。

## 概要
トク・テムルの一族は「四駿四狗」と讃えられた建国の功臣のチラウンの子孫であるが、『元史』や『集史』に言及がなく「遜都台公墓誌銘」にのみその事跡が記されている。「遜都台公墓誌銘」によると、チラウンの息子の一人でビチクチ（書記官）を務めていたのがトク・テムルの祖父のナドルで、その息子が随州軍民ダルガチを務めたチャラン、その息子がウクナであった。
トク・テムルは勲臣の一族であることから若くしてケシクテイ（親衛隊）に仕え、大徳10年（1306年）には武徳将軍・蘄県万戸府東平等処管軍上千戸所のダルガチに任じられた。延祐2年（1315年）に宣武将軍、泰定3年（1326年）には明威将軍に昇格となり、30年近くに渡ってダルガチの職を大過なく務めた。
南宋の初めごろ、蔡定という人物の父親が投獄され、釈放代を払えない蔡定は不孝な身を恥じて河に身を投げるという事件があった。これを聞いた郡守は蔡定の父を釈放させ、蔡定の孝を讃えて廟を臥龍山の麓に建て、「愍孝」という額を立てていた。ところが、モンゴルが南宋を平定したころには廟は整備する者もなく荒れ果てており、これを知ったトク・テムルは官にはたらきかけて廟を復興させたという。
また、モンゴル軍が南宋を平定したころ、モンゴル兵の捕虜となった王氏という婦人が辱めを受けないため、清風嶺という地で自らの血で石上に詩を書いて崖に身を投げたという逸話があった。トク・テムルはまたこの婦人のためにも廟を設立しさせた。このように、漢人社会に溶け込んで儒教的価値観に基づいた行動を取ったトク・テムルは多くの者から尊敬を受けた。「遜都台公墓誌銘」によると、トク・テムルは至元2年正月3日（1265年1月21日）生まれで、至正4年12月28日（1345年1月31日）に84歳で亡くなったという。息子のオルク・ブカは父の影響を受けて学問に邁進し、科挙に及第して大元ウルス末期の朝廷に仕えた。

## スルドス部ソルカン・シラ家
- 千人隊長ソルカン・シラ（Sorqan Šira ＞鎖児罕失剌/suŏérhǎnshīlà,سورغان شيره/Sūrghān Shīra）
  - チラウン・バートル（Čila'un ba'atur ＞赤老温/chìlǎowēn,چيلاوغان بهادر/Chīlāūghān bahādur）
    - スドン・ノヤン（Sudon noyan ＞宿敦/sùdūn,سدون نویان/Sudūn Nūyān）
      - カジュダル（Qajudar ＞قاجودر/Qājūdar）
      - サルタク・ノヤン（Sartaq noyan ＞سرتاق نویان/Sartāq Nūyān）
      - 万人隊長ブルジャ（Burja ＞بورجه/Būrja）
      - 極位御家人スンジャク・ノヤン（Sunjaq noyan ＞سونجاق نویان/Sūnjāq Nūyān）
      - トダン（Tudan ＞تودان/Tūdān）
        - マリク（Malik ＞ملك）
          - 万人隊長チュバン（Čuban ＞出班/chūbān,جوبان/Jūbān）
            - アミール・ハサン（Amīr Ḥasan ＞أمير حسن）
            - テムル・タシュ（Temür taš ＞أمير تیمور تاش/Amīr tīmūr Tāsh）
              - シャイフ・ハサン（Shaykh ḥasan ＞شیخ حسن）
              - マリク・アシュラフ（Malek Ashraf ＞ملک اشرف）

            - ダムシャク・ホージャ（Damshaq noyan ＞خواجه نویان）
            - シャイフ・マフムード（Shaikh Maḥmūd ＞شيخ محمود）

    - アラカン（Alaqan ＞阿剌罕/ālàhǎn）
      - ソグドゥ（Soγudu ＞鎖兀都/suŏwùdōu）
        - タングタイ（Tangγutai ＞唐古䚟/tánggŭdǎi）
          - ガインドゥバル（Gaindu-dpal ＞健都班/jiàndōubān）

    - ナドル・ビチクチ（Nadr ＞納図児/nàtúér）
      - チャラン（Čalan ＞察剌/chálà）
        - ウクナ（Uquna ＞忽訥/hūnè）
          - トク・テムル（Toq temür ＞脱帖穆耳/tuōtièmùěr）
            - オルク・ブカ（Örüg buqa ＞月魯不花/yuèlǔbùhuā）

  - チンバイ（Čimbai ＞沈伯/shĕnbǎi）